# Melissodes negligenda
Melissodes negligenda är en biart som beskrevs av Cockerell 1949. Melissodes negligenda ingår i släktet Melissodes och familjen långtungebin. Inga underarter finns listade i Catalogue of Life.